# 海賊の掟

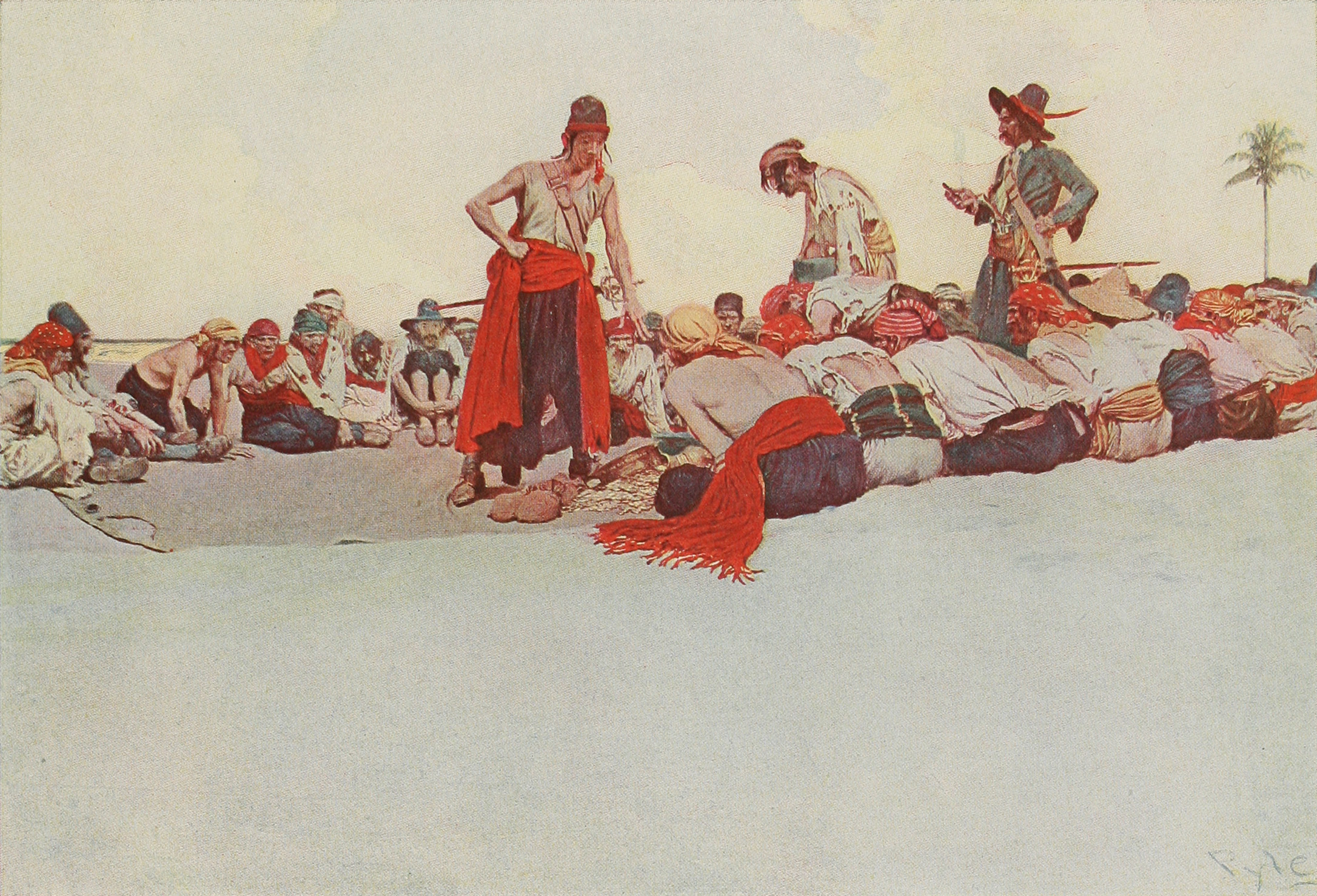
戦利品を分配する海賊たちを描いたハワード・パイルの絵

海賊の掟（かいぞくのおきて、pirate code）とは、海賊たちが自らの共同体の秩序を守るために制定していた独自の行動規範のこと。海賊条項（pirate articles）や合意条項（articles of agreement）とも呼ばれる。海賊行為に関わる各種の規律統制や戦利品の分配、負傷した仲間への補償などを予め掟や合意として取り決めていた。
本稿では海賊黄金時代のカリブの海賊によるものについて解説する。

## 歴史や事例

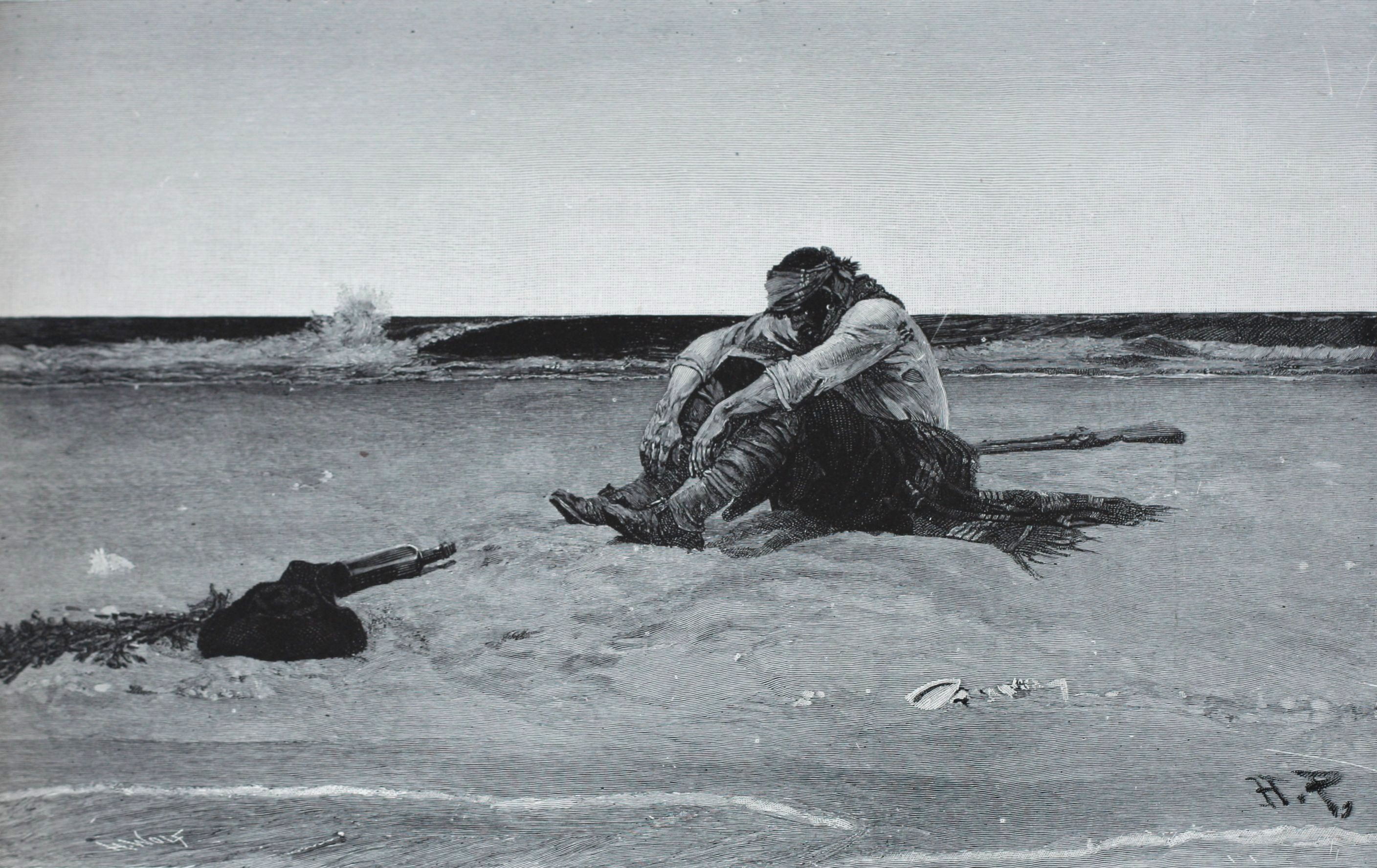
置き去りの刑に処された海賊を描いたハワード・パイルの絵

バッカニア（Buccaneer）は、当時の他の船と同様に、とりわけ乗組員の行動を統制する船の掟の下に活動していた。これらの「合意条項」はどの国からも独立した権威となり、さまざまな意味でChasse-Partie、Charter Party、Custom of the Coast、またはJamaica Disciplineと呼ばれた。後世に、これらは海賊の法典として知られるようになった。掟は船長によって異なり、時に航海の度にも異なったが、懲罰規定、戦利品の分配規則、負傷者に対する補償規定など、共通点も多かった。
各乗組員は、掟に署名または印を付けるように求められ、それから忠誠や名誉の宣誓をした。宣誓は時々、聖書を使って行われたが、聖書が無かったジョン・フィリップスの部下は斧で誓いを行った。伝説によれば、他の海賊では交差したピストルや刀を使った場合や、あるいは人間の頭蓋骨に誓ったり、大砲を跨ぐということもあった。この行為によって署名者を正式に仲間に迎え入れ、一般に役職決めや問題解決の投票、武装、略奪の分け前を得る権利を与えた。署名された掟は目立つ場所に、しばしば船長室の扉に掲示されていた。
海賊の略奪によって拿捕された船から、新しい乗員を確保し、掟に署名させることがあった。これは場合によっては自発的に、他には拷問や死の恐怖から逃れるための仲間入りだった。船大工や航海士などの貴重な海の専門家・技術者は、無理やり掟に署名させられる可能性が高く、署名せずとも、解放されることは滅多になかった。一方では自ら進んで仲間入りした場合であっても、あくまで海賊たちに署名を強要されたような形式を要求する者もいた。というのも、もし当局に拘束された場合に、強制的に従わされたと抗弁する余地が生まれるからである。一般的に掟に署名しなかった者は、当局に捕らえられた時に、裁判で無罪判決を下される機会が非常に多かった。
海賊たちによる掟は、当時の一般船舶での合意、特に私掠船での合意と綿密に関係しており、そこから派生したものである（一般的に海賊のものよりも不平等なものであったが）。商船や私掠船の合意は中世ヨーロッパに遡ることができ、商人や船の所有者と、船員たちとの間での利益を共有するための「joint hands」の協定のシステムに見ることができる。

## 具体例
主に1724年に出版されたキャプテン・チャールズ・ジョンソンの『海賊史』と海賊の裁判で提起された記録から、9つの完全またはほぼ完全な海賊の合意事項が知られている。ヘンリー・モーガンによる一部の掟は、アレクサンドル・エスケメランの1678年の書籍『The Buccaneers of America（アメリカのバッカニアたち）』に記されている。他にも多くの海賊が掟を持っていたことが知られている。George CusackとNicholas Cloughの17世紀後半の掟はそのまま残っている。現在にも知られる掟はほとんど残っていない。なぜなら拘束や降伏の危機に瀕した海賊は、署名のある掟の文章が裁判で不利な証拠として使われるのを防ぐために、通常、燃やしたり、船外に投げ捨てたためである。
以下、登場する銀貨とは、スペイン銀貨（ピース・オブ・エイト、Piece of Eight）を指す。

### バーソロミュー・ロバーツによる掟
海賊黄金時代の最後の大海賊と知られるバーソロミュー・ロバーツによる掟
1. すべての乗組員に活動に対する投票権を与える。新しい条項を発議したり、いつでも蒸留酒を手に入れることも同じく公平であり、投票権を行使することも、棄権することも自由である（棄権は珍しいことではなかった）。
2. 戦利品はリストに基づき公平に順番に分配し、この機会に（一定の割合で）衣服を取り替えることを許可する。しかし、メッキ品や宝石、お金など、1ドル相当以上の価値のものをくすねた場合には置き去り刑に処す[注釈 1]。また、仲間内での窃盗の場合には、耳や鼻を削ぎ、無人島ではないもっと過酷な困難に直面するであろう場所に追放する。
3. カードやサイコロによる賭博を禁ずる。
4. 夜の8時には灯りや蝋燭を消して消灯すること。もし、飲み足りない船員がいれば甲板で飲むことを許す。
5. ピストルや剣は有事に備え整備を欠かさないこと。
6. 許可なく少年や女性を船に乗せてはならない。もし、密かに女性を船に乗せ口説いているところを見つければ死刑に処す。
注釈：例えば偶然などから女性が乗り込んでしまった場合には、分裂や喧嘩を招く危険な要因とみなし、彼女の近くに番人を配置した。ただし、ここに1つ問題があり、誰が番人になるかで揉めた。
7. 戦闘中に船や持ち場から逃亡した場合、死刑または置き去りの刑に処す。
8. 船上での私闘を禁ずる。揉め事は陸地において剣とピストルによる決闘によって解決すべし。
注釈：和解に至らなかった場合、クォーターマスターは適切な陸地に乗り付け、当事者たちを離れた状態で背中合わせに配置させる。そして両者が同時に振り向き、相手に発砲する（この決闘ルールを無視すれば、制裁される）。もし、両者が失敗した場合には剣で決着させ、最初に血を流させた方を勝利者とする。
9. 個々の分け前が1000ポンドに達するまで、一味を抜けることを許さない。職務中に手足を失ったり、活動に支障が出る負傷をした場合には、800ドルを共有貯蓄から補償し、それに満たない負傷は、その度合いに応じて支払う[注釈 1]。
10. 船長とクォーターマスターは2人分の戦利品の分け前を得る。航海長、甲板長、掌砲長は1.5人分、それ以外の上級船員は1.25人分とする。
11. 音楽家には安息日に休みを与える。その代わりに他の6日と夜は特別な許可がない限り休みはない。

### ジョン・フィリップスによる掟
1724年、復讐号のジョン・フィリップスは、部下に対し以下の掟を規定した。
1. すべての乗員は命令に従わなければならない。戦利品について、船長は1.5人分を分け前とする。航海長、船大工、甲板長、掌砲長は1.25人分とする。
2. 脱走や仲間に隠し事を企てた場合には、弾薬1瓶、水1瓶、小火器1丁及び弾丸を与えて置き去り刑に処す。
3. 仲間内での窃盗や賭博によって銀貨相当の利益を得たものは置き去り刑または射殺とする。
4. 置き去り刑に処された者に出会った時、船長や仲間の同意なく掟に署名させてはいけない（仲間にしてはいけない）[注釈 2]。その場合、船長や仲間が適切と考える罰を下す。
5. これらの掟に反しない範囲で仲間を傷つけてしまった場合（誤射した場合）、裸の背中に「モーセの律法」の罰を与える（「モーセの律法」とは40回の鞭打ちを指す）。
6. 銃の撃鉄を上げる[注釈 3]、キャップなしのパイプでタバコを吸う、カンテラに入れず火のついた蝋燭を運んだ場合、前条と同じ罰を与える。
7. 戦闘のためには武器の手入れを欠かさず、自身の職務には励むこと。不適切な場合には、分け前を減らし、船長や仲間が適切と考える罰を下す。
8. 戦闘時に指を失った場合には400銀貨を、四肢の場合には800銀貨を補償する。
9. 貞淑な女性に対し、相手の同意なく手を出す者については死を与える。

### エドワード・ローとジョージ・ラウザによる掟
以下の掟は、ボストンニュースレターが報じたエドワード・ロー船長によるものである。これらの掟の最初の8つは、海賊船長ジョージ・ラウザによるものと本質的に同じである。ローサーとローは、1722年5月28日から翌年の初め頃まで一緒に航海していたことが知られており、情報が正しければローサーとローは同じ掟を共有していた。ここで説明するものは、2人が別れた後のものと思われる。
1. 船長は2人分の分け前を得る。クォーターマスターには1.5人分を与える。船医、航海士、掌砲長、甲板長は1.25人分とする。
2. 他の船員に対する暴力や不当な目的のために、不適切な武器を自船や拿捕した船に持ち込んだことが発覚した場合、船長や仲間の多数派が適切と考える罰を与える。
3. 戦闘時に臆病の罪と認められた者は、船長や仲間の多数派が適切と考える罰を与える。
4. 拿捕した船で金や宝石、銀や、銀貨相当のものを発見した時に、24時間以内にクォーターマスターの元に運ばなかった場合、船長や仲間の多数派が適切と考える罰を与える。
5. 賭博における不正や、8分の1ピアストルの額に相当する詐欺を働いたことが発覚した場合、船長や仲間の多数派が適切と考える罰を与える。
6. 戦闘時に四肢を失った場合には600銀貨を与え、望む限り乗船し続ける権利を与える。
7. 配置箇所によって必要とするものを与える。
8. 最初に（標的となる）船を発見した者には、最高のピストルか小火器を貸与する。
9. 戦闘時に酩酊している場合には、船長や仲間の多数派が適切と考える罰を与える。
10. 船倉内で銃の撃鉄を上げてはいけない[注釈 3]。

### ジョン・ゴウによる掟
ジョン・ゴウの手書きによる掟は、1729年に彼の船リベンジ（元名はジョージ）号で発見された。第4条には「船が離岸するまで」とあり、ゴウと部下たちが逮捕される数日前、リベンジ号が座礁してしまってから乗組員に注意をうながすため書かれたものだと思われる。掟は次のように述べられている。
1. すべての者は、船を自分のもののように、また月給を貰っていると考え、指揮官に従わなければならない。
2. 船の食料を勝手に与えたり、処分してはならない。それは一人一人に平等に分配する。
3. 我々の計画をみだりに人に話していけない。その場合には掟破りとして、即刻死刑に処す。
4. 海に出る準備が整い、船が離岸するまでは、岸に降りてはならない。
5. 昼夜問わず時間に注意すること。そして夕方の8時には、それぞれの役目のため、賭博と飲酒をやめること。
6. これら条項のいずれかに違反した者は死か、仲間内で適切と考える他の方法によって処罰する。

### ヘンリー・モーガン（バッカニア）の掟
アレクサンドル・エスケメランは、17世紀後半のバッカニア（後のカリブの海賊の前身となる、17世紀にカリブ海で活動していた海賊の総称）の掟について説明体で明らかにしている。特定の船長の名は挙げられていないが、エスケメランはヘンリー・モーガンの船の船医として活動していた経歴があるため、広くバッカニアの掟というよりは、モーガンの船の掟という面が強いと考えられる。
エスケメランは、バッカニアでは「掟は、一人一人が守るべき義務であり、書面によって条項に同意し、それらすべて船長（chief）が管理している」と述べている。彼は条項に番号をつけてはいないが、以下はほぼ彼によるバッカニアの掟の説明を反映している。
1. 掟に基づくすべての分け前は、他の海賊と同じ掟に従って遠征によって得られた戦利品としている。獲物なければ報酬なし（No prey, no pay）。
2. 船の使用料、修理や手入れ、大工の手間賃などはその船の船長への報酬として支給される（約150銀貨）。引当金と戦利額が合算され、通常は200銀貨を決定額とする。船医とその薬箱にも給与と報酬が規定されており、通常は250銀貨である。
3. バッカニアでは身体の損壊を含む重傷にも規定の補償額が存在する。「右腕の喪失には600銀貨もしくは奴隷6人。左腕の喪失には500銀貨もしくは奴隷5人。右足は500銀貨もしくは奴隷5人。左足は400銀貨もしくは奴隷4人。片目の負傷は100銀貨もしくは奴隷1人。指の欠損は目と同じ規定が適用される」
4. 戦利品の分け前は次のように与えられる。「船長または最高司令官は、一般船員の5,6人分が割り当てられる。航海長は2人分。上級船員は働きぶりに応じる。その後、階級に関係なく船員で等分にして分配し、これは少年であっても省かれることはない。というのも自船よりも良い船を見つけた時は、今乗っている船や小船に火を放ち、拿捕した船に戻るのが少年たちの仕事であり、これゆえこの者たちは通常の分け前の2分の1はもらう権利がある」
5. 「拿捕した船において戦利品をくすねることは、一人一人に厳しく禁じられている。そう、彼らは互いに厳格な誓いを行い、逃亡したり、めぼしい獲物を隠したりしないようにしている。もし、誓いに反した行為が発覚した場合には、すぐに追放されてしまう」